# Maglia Phaethontis

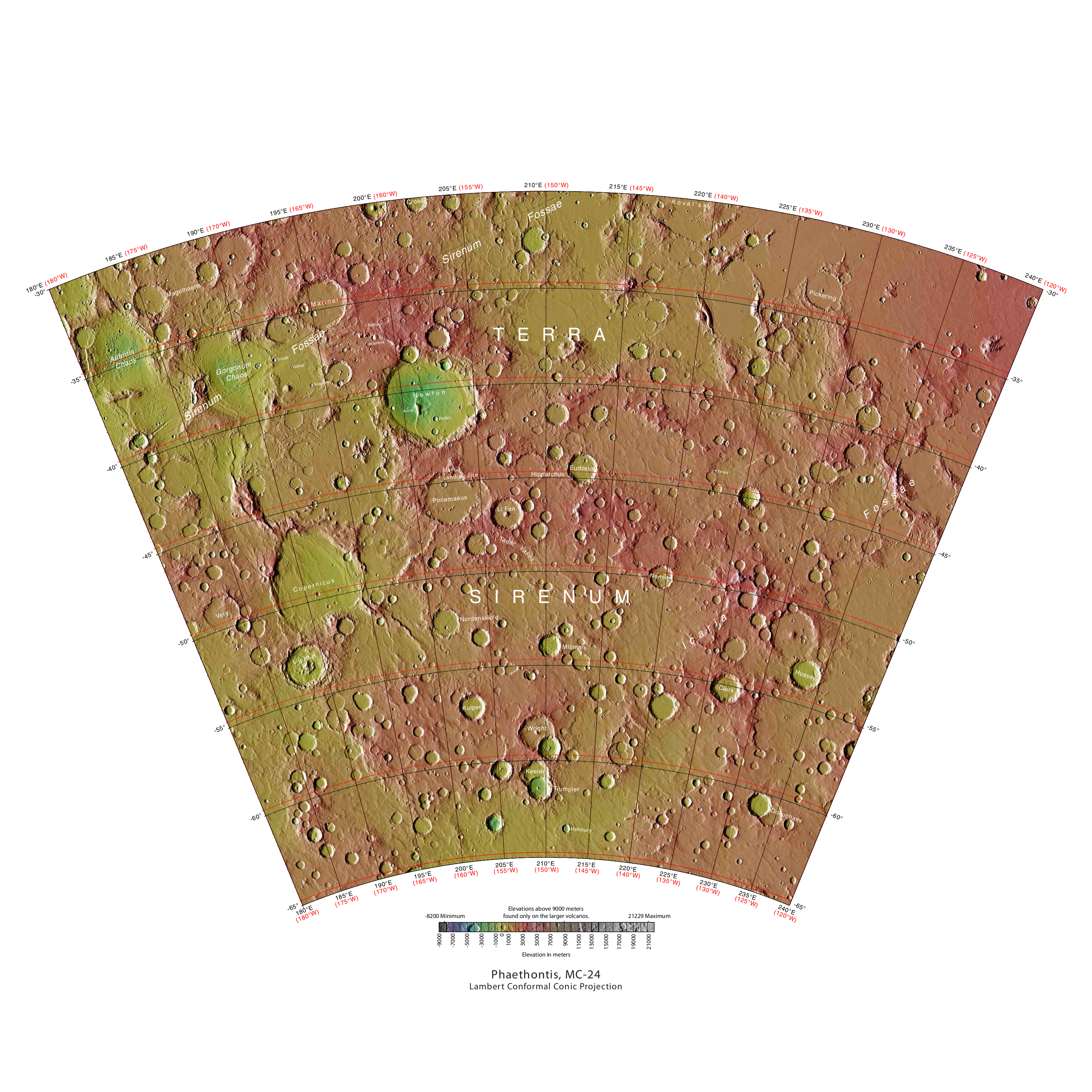
Mappa di MC-24

La Maglia Phaethontis è la regione di Marte che occupa la zona tra i 30° e 65° di latitudine sud e 120° e 180° di longitudine ovest ed è classificata col codice MC-24.
Il nome deriva da Phaethon, il figlio di Helios.

## Elementi geologici
Parte di questa maglia contiene quelli che vengono chiamati depositi elettrici, un deposito che ha uno spessore di 100-200 metri. Ha un tono chiaro e sembra essere debole a causa delle poche masse. Tra un gruppo di grandi crateri c'è il cratere Mariner, osservato per la prima volta dalla navicella spaziale Mariner 4 nell'estate del 1965. Si ritiene che un'area bassa a Terra Sirenum abbia un tempo tenuto un lago che alla fine si è svuotato.

## Esplorazione
La sonda russa Mars 3 è atterrata nella maglia Phaethontis a 44,9° S e 160,1° O nel dicembre 1971 ad una velocità di 75 km/h, ma ha funzionato solo 20 secondi, prima di spegnersi.